# Ribellione di Kunohe
La ribellione di Kunohe (九戸政実の乱?, Kunoe Masazane no ran) fu una ribellione avvenuta nell'estremo nord del Giappone verso la fine del periodo Sengoku. Fu l'ultima battaglia di Toyotomi Hideyoshi per la riunificazione del Giappone.
Il castello di Kunohe era presieduto da Kunohe Masazane (1536–1591), il quale apparteneva a un ramo del clan Nanbu che governava la regione dall'inizio del periodo Muromachi. Dopo che il XXIV capo ereditario del clan, Nanbu Harumasa, morì nel 1582, il clan si divise in diverse fazioni in competizione tra loro per la successione. Nel 1590 la fazione di Sannohe guidata da Nanbu Nobunao organizzò una coalizione con la maggior parte dei rami del clan e giurò fedeltà a Toyotomi Hideyoshi. Come ricompensa Nobunao fu nominato capo e daimyō del clan Nanbu. Kunohe Masazane, che dichiarava di avere maggiori diritti per la successione del clan, si ribellò a questa decisione.
Con la maggior parte dei samurai del clan Nanbu impegnata nell'assedio di Odawara, Masazane poté agire indisturbato fino al 1591. Hideyoshi prese la ribellione come affronto personale alla sua autorità e a metà anno organizzò un grande esercito per piegare i rivoltosi e riconsegnare le terre settentrionali del clan a Nanbu Nobunao. L'armata era formata da 60 000 soldati e da numerosi importanti generali del periodo Sengoku tra cui Toyotomi Hidetsugu, Tokugawa Ieyasu, Uesugi Kagekatsu, Maeda Toshiie, Ishida Mitsunari, Satake Yoshishige, Date Masamune, Mogami Yoshiaki, Tsugaru Tamenobu e altri. L'armata piegò la ribellione in molte zone conquistate da Kunohe e arrivò al castello di Kunohe il 2 settembre 1591. Il comando dell'attacco fu affidato a Gamō Ujisato assistito da Asano Nagamasa.
All'interno del castello Masazane aveva solo 5 000 difensori ma grazie alla sua forte posizione difensiva con tre lati del suo castello protetto da fiumi respinse le offerte iniziali per arrendersi. Tuttavia le forze schiaccianti degli attaccanti lo fecero desistere dopo pochi giorni e dopo aver mediato con dei sacerdoti fidati accettò di arrendersi a patto che tutti fossero risparmiati. Le porte del castello vennero aperte e tutti i prigionieri interni compreso Masazane e il fratello Kunohe Sanechika vennero giustiziati nonostante la promessa di esser risparmiati. Donne e bambini rimasti vennero ammassati nel secondo bastione e dati alle fiamme. Secondo alcune fonti il fuoco bruciò per tre giorni.
Con la soppressione della ribellione di Kunohe, il Giappone fu ufficialmente riunito.